# Peripatus
Peripatus és un gènere d'onicòfors de la família Peripatidae. El seu nom està relacionat amb el terme peripatos, o ensenyar mentre es camina sense presses. Quan aquest invertebrat va ser descobert es va considerar inicialment un mol·lusc (del grup dels llimacs) però com que aquest grup no té potes, el nom fa referència a la presència d'aquesta "anomalia" que els permetia caminar en comptes de desplaçar-se reptant.
Com la resta d'onicòfors, els membres del gènere Peripatus tenen hàbits nocturns i solen viure en ambients humits, entre la fullaraca del sotabosc, on cacen els petits animals de què s'alimenten. No ponen ous sinó que pareixen cries vives. Peripatus actualment té una distribució que inclou principalment l'hemisferi sud: Antilles, Mèxic, Amèrica Central, nord de Sud Amèrica, oest de l'Àfrica equatorial i sud-est d'Àsia.

## Anatomia
El cos de Peripatus és cobert per una cutícula quitinoide prima i permeable que muden periòdicament i que no mostra segmentació externa però sí una estriació anul·lar amb files de papil·les que són les responsables de l'aspecte vellutat. L'estriació no es correspon amb la segmentació interna real del cos, que és semblant a la dels anèl·lids, amb nefridis de funció excretora a cada segment. Tenen entre 14 i 43 segments, cadascun amb un parell de potes, robustes i carnoses i acabades en ungles, que reben el nom de lobòpodes. Respiren per tràquees, de manera similar als artròpodes.
El cap, ben diferenciat, presenta un parell d'ulls simples, un parell d'antenes i la boca, en posició ventral. Al costat de la boca hi ha un parell de tentacles pels quals poden expulsar una substància mucosa que utilitzen per capturar les preses o per defensar-se.
Si bé la presència de la cutícula quitinosa i altres característiques (tràquees i ungles a l'extrem de les potes) els acosta als artròpodes, altres característiques no corresponen en absolut a aquest grup d'invertebrats, per exemple la presència d'un esquelet hidroestàtic similar al dels anèl·lids. Els onicòfors es desplacen gràcies a l'acció conjunta d'un cos ple de fluid envoltat per tres capes musculars contínues sota el tegument.

## Alimentació
Peripatus s'alimenta amb preses, principalment petits insectes, que captura activament tot utilitzant una substància mucosa i enganxosa que projecta a distància a partir del parell de tentacles orals. Aquest fluid s'endureix en contacte amb l'aire i immobilitza la presa. Llavors Peripatus, amb la seva mandíbula, fa un orifici a l'exoesquelet de la seva presa, injecta dins el seu cos enzims digestius i succiona el contingut predigerit, de manera similar a com fan les aranyes.

## Reproducció
Algunes espècies tenen fecundació interna i el mascle diposita l'espermatòfor dins l'orifici genital de la femella. El més habitual, però, és que mascle dipositi un espermatòfor sobre el cos de la femella, aparentment a l'atzar, ja que el pot dipositar fins i tot a les potes. Llavors alguns glòbuls blancs de la sang de la femella es dirigeixen cap al punt sobre el qual està l'espermatòfor i trenquen la cutícula, de manera que l'esperma entra dins la sang de la femella i d'alguna manera es dirigeix cap a l'ovari, on fecunda els òvuls.
Algunes espècies d'onicòfors ponen ous, però en el cas dels peripàtids els embrions es desenvolupen dins l'úter de la mare i s'alimenten de les secrecions uterines que aquesta produeix i que absorbeixen a través d'una mena de placenta.
En alguns casos, per exemple en P. acacioi, la mare pot estar gestant dues generacions d'embrions, ja que la durada de l'embaràs és superior al cicle de reproducció.

## Espècies[7]
- Peripatus antiguensis (Peripatus dominicae antiguensis) Bouvier, 1899
- Peripatus bavaysi Bouvier, 1899
- Peripatus bouvieri Fuhrmann, 1913
- Peripatus brolemanni Bouvier, 1899
- Peripatus dominicae Pollard, 1894
- Peripatus evelinae (Marcus, 1937)
- Peripatus heloisae Carvalho, 1941
- Peripatus juanensis Bouvier, 1900
- Peripatus juliformis Guilding, 1826
- Peripatus manni Brues, 1913
- Peripatus ruber Fuhrmann, 1913
- Peripatus sedgwicki Bouvier, 1899
- Peripatus swainsonae Cockerell, 1893

A més, Peripatus acacioi, sinònim de Macroperipatus acacioi, Marcus and Marcus, 1955